# Koháryháza
Koháryháza (szlovákul Pohorelá) község Szlovákiában, a Besztercebányai kerület Breznóbányai járásában.

## Fekvése
Breznóbányától 30 km-re keletre, a Garam jobb partján fekszik.

## Nevének eredete
A szlovák Pohorelá kiégettet jelent, később Garamkohó lett a neve, de 1907-ben egykori birtokosairól (Koháry család) a Koháryháza nevet kapta.

## Története

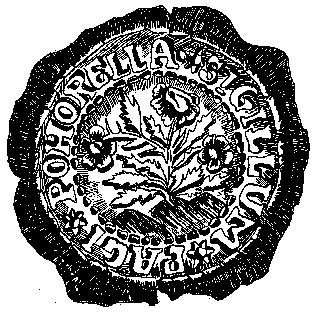
Egykori pecsét

A falu a 17. század elején, a vlach jog alapján keletkezett a Széchy család birtokán. Első lakói pásztorok, favágók voltak. Első írásos említése 1612-ből származik „Pohorela” néven, ekkor a murányi váruradalomhoz tartozott. Lakói állattartással, faárukészítéssel, zsindelykészítéssel, a 18. századtól bányászattal foglalkoztak. Első fatemplomát 1660-ban Wesselényi Ferenc, a Murányi vár ura építtette, ez a templom 1742-ben leégett. A mai templom 1768-ra épült fel. Egyházi iskolája 1669-től működött. A 18. században területén vasércet bányásztak. Itt volt a Coburg hercegi hitbizomány bányáinak igazgatási központja és egyik vasgyára.
A 18. század végén Vályi András így ír róla: „POHORELLA. Tót falu Gömör Vármegyében, földes Ura Gróf Koháry Uraság, lakosai külömbfélék, fekszik Dopsinához 2 mértföldnyire; vas hámora is van, földgye néhol sovány, legelője elég, fája van mind a’ kétféle, piatzozása 3 mértföldnyire; fűrészmalma is van, harmadik osztálybéli.”
1804-ben 1489 lakosa volt. 1828-ban 151 házában 1942 lakosa élt. A hozzá tartozó Pohorela Masa falunak 1828-ban 219 lakosa volt.
A 19. század közepén Fényes Elek leírásában: „Pohorella, tót falu, Gömör vmegyében, a Garan völgyében, Murányhoz északra 3 órányira: 2343 kath. lak. – Paroch. templommal. Az éghajlat itt zordon, hideg; a föld kevés, sovány; hanem a havasokon sok legelő van, s azért juhot, szarvasmarhát szépet nevelnek; fenyőszálakat, deszkát stb. csinálnak; az itt levő két vashámorban, hol öntött vas is készül, szinte pénzt kereshetnek. F. u. h. Coburg. Ut. p. Rosnyó.”
Borovszky Samu monográfiasorozatának Gömör-Kishont vármegyét tárgyaló része szerint: „Pohorella, a Királyhegy alján, a Garam mellett fekvő tót nagyközség, 367 házzal és 2736 róm. kath. vallású lakossal. Hajdan a murányi várhoz tartozott és a többi várbirtokokkal együtt előbb a Koháryak, majd a Coburg herczegi család birtokába került. Lakosai azelőtt gör. katholikus vallásúak voltak. A község északi részén ásványos savanyúvíz-forrás van. Azelőtt vasbányái is voltak, a melyeket azonban ma már nem mívelnek. E községben nagyon sok monda forog a nép ajkán Mátyás királyról, minthogy állitólag a közeli Királyhegyen volt a vadászterülete. A községben levő katholikus templom 1775-ben épült. Oltára a murányi várból került ide és az 1660 évszámot viseli. 1883-ban az egész helység földig leégett. A községben Wesselényi Ferencztől származó és Pohorellán 1660-ban kelt oklevelet őriznek. Ide tartozik a pohorellai vasgyár is, mely a község határában, remek szépségű völgyben fekszik és egyike a legnagyobb gyártelepeknek. Székhelye a Coburg herczegi vasgyári igazgatóságnak, kétemeletes szép herczegi kastélylyal, nagyterjedelmű gondozott parkkal, melyen a Garam folyik át, legutóbb épült szép gótikus templommal, csinos tiszti- és számos munkáslakkal, vendéglővel, postával és távíróval. A telep közelében vasból készült, gótikus emlékoszlop van, a következő felirattal: „Ferdinand Szász Coburg Gothai fejedelmi herczeg Ő Fenségének Hálaemlékül Vasgyári tisztsége 1841.” Ide tartoznak még az e völgyben fekvő nándorvölgyi, svabolkai, zlatnói és vereskői vasgyárak is.”
A trianoni diktátumig Gömör és Kis-Hont vármegye Garamvölgyi járásához tartozott.
A második világháború idején környékén élénk partizán tevékenység folyt.

## Népessége
| Év:            | 1994. | 2004.    | 2014.    | 2024.   |
| -------------- | ----- | -------- | -------- | ------- |
| Emberek száma: | 2862  | 2552     | 2272     | 2054    |
| Eltérés:       |       | -10,83 % | -10,97 % | -9,59 % |

| Év:            | 2023. | 2024.   |
| -------------- | ----- | ------- |
| Emberek száma: | 2093  | 2054    |
| Eltérés:       |       | -1,86 % |

1910-ben 2807-en lakták, ebből 2570 szlovák és 216 magyar magyar anyanyelvű volt.
2011-ben 2354 lakosából 2280 szlovák volt.
2021-ben 2141 lakosából 2070 (+3) szlovák, 1 magyar, 2 (+139) cigány, 1 ruszin, 6 (+1) egyéb és 61 ismeretlen nemzetiségű volt.

## Neves személyek
- Itt szolgált Volny József (1819-1878) kohómérnök, az ózdi és a salgótarjáni kohászat fontos egyénisége.

## Nevezetességei

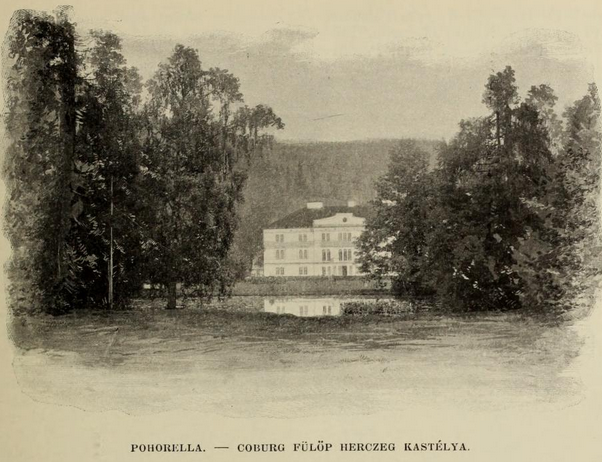
A Coburg-kastély (1903)

- A faluban kétemeletes, klasszicista Coburg-kastély található.
- Római katolikus temploma 1768-ban épült, 1660-ban faragott oltárát Murány várából hozták.